# Soi Agelidis
Soi Agelidis (griechisch Ζωή Αγγελίδου, * 1977 in Komotini) ist eine griechisch-deutsche Klassische Archäologin.
Soi Agelidis studierte von 1995 bis 2001 Klassische Archäologie, Klassische Philologie (Griechisch) und Kunstgeschichte an der Universität Bonn und schloss das Studium mit dem Magister ab. Während des Studiums nahm sie an Ausgrabungen in Abdera teil. Danach schloss sich ein Promotionsstipendium im Rahmen des Graduiertenkollegs Raum und Ritual. Funktion, Bedeutung und Nutzung sakral bestimmter Räume und Orte an der Universität Mainz an, die Promotion erfolgte 2004 mit der Arbeit Choregische Weihgeschenke in Griechenland an der Universität Bonn. Von 2005 bis 2006 war Agelidis freie Mitarbeiterin der Skulpturensammlung der Staatlichen Kunstsammlungen Dresden, von 2006 bis 2008 Stipendiatin der Abteilung Istanbul des Deutschen Archäologischen Instituts. Hier nahm sie auch an den Ausgrabungen in Pergamon teil. Zwischen 2008 und 2010 folgte eine Anstellung als Wissenschaftliche Museumsassistentin an der Antikensammlung Berlin, während dieser Zeit nahm sie an den Grabungen des Museums in Milet teil. 
Von 2010 bis 2015 war Agelidis Wissenschaftliche Referentin an der Abteilung Athen des Deutschen Archäologischen Instituts. Dabei wirkte sie auch als Grabungsassistentin, zunächst von Wolf-Dietrich Niemeier, dann von Katja Sporn, in Kalapodi. Im Wintersemester 2011/12 und im Wintersemester 2015/16 war sie Lehrbeauftragte an der Universität Freiburg. Ab 2016 war sie Wissenschaftliche Mitarbeiterin an der Ruhr-Universität Bochum. Zum Januar 2020 übernahm Agelidis zunächst in Vertretung die Leitung der Antikensammlung in den Kunstsammlungen der Universität Bochum; seit Februar 2021 ist sie in Nachfolge von Cornelia Weber-Lehmann reguläre Kuratorin der Sammlung und unbefristete Akademische Rätin. Damit leitet sie die größte Antikensammlung des Ruhrgebiets. 2025 habilitierte sie sich in Bochum mit einer Studie über Hades.
Agelidis forscht insbesondere zur griechischen Religion und Festkultur, der Choregie und dem antiken Theater, der griechischen Plastik sowie zu den Raumkonzepten in der griechischen Antike. Darüber hinaus arbeitet sie zu den Legitimationsstrategien antiker
Herrscher sowie insbesondere zu den griechischen Vorstellungen von Jenseits, Tod und Totenkult.

## Publikationen (Auswahl)
- Choregische Weihgeschenke in Griechenland (= Contributiones Bonnenses, Reihe 3: Geschichte, Altertumswissenschaften, Band 1). Bernstein-Verlag, Bonn 2009, ISBN 978-3-939431-07-7.
- Verhasst und unversöhnlich? Hades in der religiösen Praxis und den religiösen Vorstellungen der Griechen zwischen Archaik und Kaiserzeit. Habilitationsschrift, Bochum 2025.